# تشارلز براون
تشارلز براون (بالإنجليزية: Charles D. Brown)‏ (و. 1887 – 1948 م) هو ممثل، من الولايات المتحدة الأمريكية، ولد في كونسيل بلوفس، توفي في هوليوود، كاليفورنيا، عن عمر يناهز 61 عاماً.

## وصلات خارجية
- تشارلز براون على موقع IMDb (الإنجليزية)
- تشارلز براون على موقع ألو سيني (الفرنسية)
- تشارلز براون على موقع أول موفي (الإنجليزية)
- تشارلز براون على موقع قاعدة بيانات برودواي على الإنترنت (الإنجليزية)
- تشارلز براون على موقع قاعدة بيانات برودواي على الإنترنت (الإنجليزية)
- تشارلز براون على موقع قاعدة بيانات برودواي على الإنترنت (الإنجليزية)
- تشارلز براون على موقع قاعدة بيانات الأفلام السويدية (السويدية)
- تشارلز براون على موقع قاعدة بيانات الفيلم (الإنجليزية)
- تشارلز براون على موقع كينوبويسك (الروسية)